# السياحة في الهند

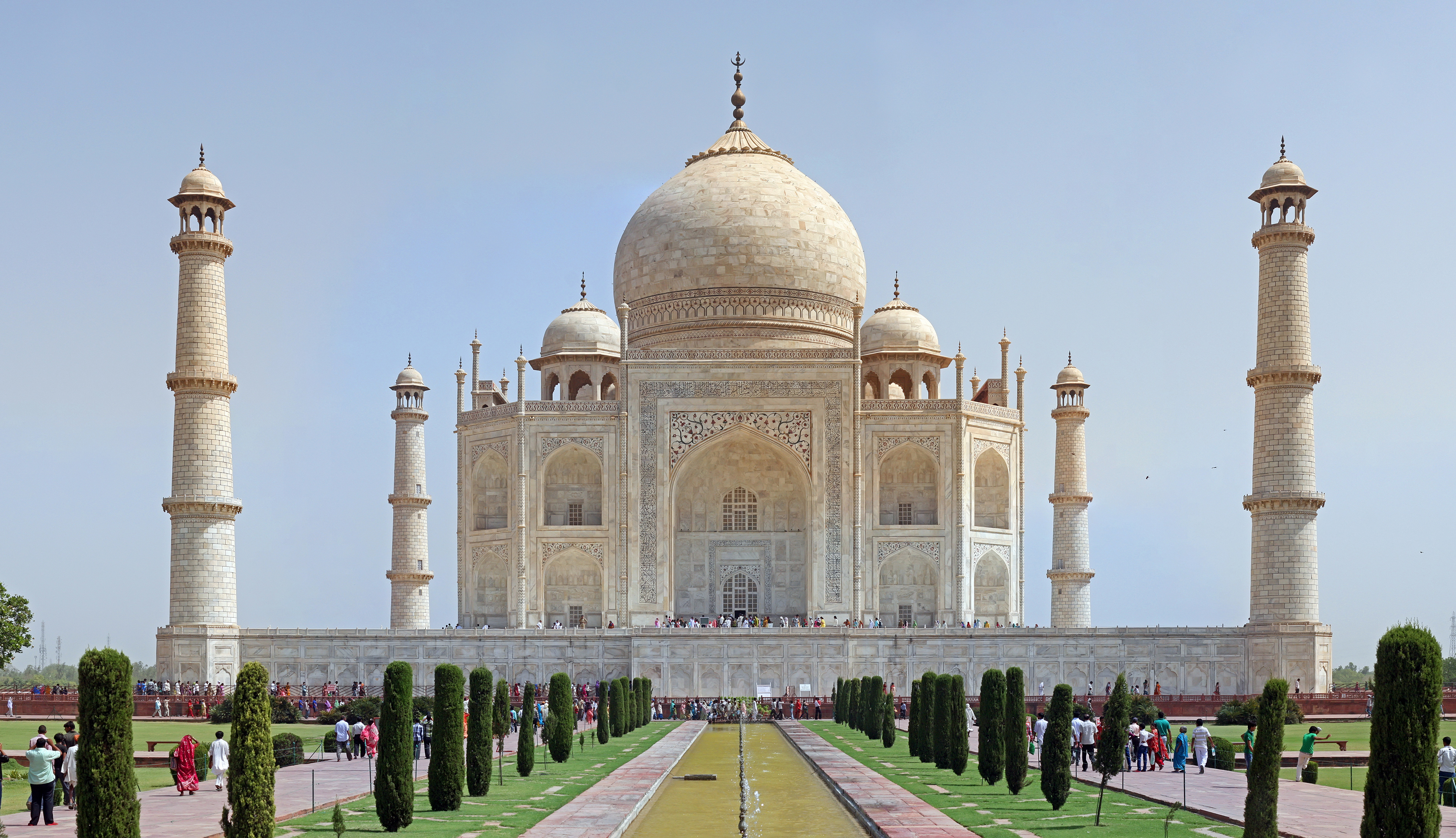
نحو 3 مليون سائح يزورن تاج محل سنويا

تعتبر صناعة السياحة في الهند من أهم العوامل التي تساعد الاقتصاد الهندي.
وفقا للإحصاءات التي تشير إلى أن 6 مليون سائح زارو الهند في عام 2011 بزيادة قدرها 8.9٪ من عام 2010. وهذا يضع الهند بالمرتبة 38 من حيث عدد السياح الوافدين .

## وصلات خارجية
- India travel and tourism على مشروع الدليل المفتوح
- وزارة السياحة، الهند